# Pepper High
Als Pepper High oder Chili High wird der euphorische Zustand bezeichnet, der durch die Ausschüttung von Endorphinen, infolge der Zunahme des Scharfstoffes Capsaicin (Chili), ausgelöst wird. Zum Teil werden auch Endorphin-Ausschüttungen aufgrund anderer Scharfstoffe, wie Gingerol (Ingwer), Piperin (Pfeffer) oder Thiocyanaten (Meerrettich), als Pepper High bezeichnet.

## Hintergrund
Schärfe ist im Allgemeinen kein Geschmacks- sondern ein Schmerzempfinden, welches der Körper wie jeden anderen Schmerz lindert, indem er Endorphine, die stärksten körpereigenen Schmerzmittel, ausschüttet. Des Weiteren reagiert der Körper auf Capsaicin mit einer erhöhten Durchblutung.
Die Endorphine wirken dabei ähnlich wie Morphin und docken an dieselben Rezeptoren an wie Heroin. Ähnlich dem Runner’s High wird so ein berauschendes Glücksgefühl ausgelöst.
Auch wenn Endorphine prinzipiell süchtig machen können, konnten dem Auslöser, dem Capsaicin, keine abhängigkeitsverursachenden Eigenschaften nachgewiesen werden. So bezeichnete Die Welt Schärfe zwar als Naturdroge, aber zugleich auch als „Gesündeste Droge der Welt“.